# Кадилак арена
Кадилак арена (кин.: 凯迪拉克中心) (изворно Wukesong Culture & Sports Center, Cadillac Arena) (поједностављени кин.:五棵松体育馆; традиционални кин.) је вишенаменска затворена арена у Пекингу у Кини. Првобитно је била изграђена за одржавање прелиминарне и финалне рунде за Кошарку на Летњим олимпијским играма 2008. године. Градња је започета 2005, па је прекинута 29. марта 2005, а изградња је завршена 11. јануара када је стадион званично отворен. 
Стадион има капацитет од 19.000 и покрива површину од 63.000 квадратних метара. Поседује модеран, флексибилан хокејашки терен дизајниран и произведен од стране финског произвођача клизалишта Vepe Oy у новембру 2016. године.

## Историја
Стадион је изградио "Beijing Wukesong Cultural & Sports Co. Ltd." пет акционара су Zhongguancun CENCONS Group, Haidian State-owned Assets Investment Co. Ltd, Beijing Urban Construction Group Co. Ltd, Beijing Urban Construction Co. Ltd и Tianhong Group. После Олимпијских игара, центар је постао важан део наслеђа Олимпијских игара у Пекингу, омогућавајући грађанима да уживају у културним, спортским, рекреативним и комерцијалним активностима. Био је то опсежан, свеобухватан пројекат, који је реткост у Пекингу у интеграцији културних, спортских и комерцијалних циљева са великим вртовима и зеленим површинама. 
Дана 6. јануара 2011. године, Мастеркард, ривал олимпијског спонзора Виса, најавио је стицање права на именовање Центра. Преименован је у Мастеркард Центар 21. јануара 2011. године. Готово пет година касније, 16. децембра 2015. године, ЛеТВ Спортс је објавио да је добио право именовања за арену. Службено је преименован у ЛеСпортс Центар 1. јануара 2016. године. Осим тога, ЛеСпортс је обећао да ће пружити пакет интелектуалних услуга унутар и изван арене. Након затварања ЛеТВ Спорта, арена је кратко названа Huaxi Live (Хуаки Ливе).  Од септембра 2017, одељење Кадилак-а Генерал Моторс је имало права за именовање арене.
Дана 14. децембар 2015. године Континентална хокејашка лига (КХЛ) објавила је да ће њихова експанзијска екипа играти у арени. Дана 5. септембра 2016, бранилац, клуб Kunlun Red Star, играч Анси Салмела постигао је први гол за Кунлун у КХЛ-у. Кунлун је победио 6—3.
У 2017. години 18.000 људи присуствовало је на Ол-Стар мечу који је организовала Кошаркашки савез Кине у ЛеСпортс Центру.

## Спортски догађаји
| Листа спортских догађаја у Кадилак арени | Листа спортских догађаја у Кадилак арени | Листа спортских догађаја у Кадилак арени                                 |
| Година                                   | Датум                                    | Догађај                                                                  |
| ---------------------------------------- | ---------------------------------------- | ------------------------------------------------------------------------ |
| 2008                                     | 17. октобар                              | НБА турнеја по свету: Голден Стејт вориорси vs. Милвоки бакси            |
| 2009                                     | 11. октобар                              | НБА турнеја по свету: Индијана пејсерси vs. Денвер нагетси               |
| 2010                                     | 13. октобар                              | НБА турнеја по свету: Хјустон рокетси vs. Бруклин нетси                  |
| 2012                                     | 11. октобар                              | НБА турнеја по свету: Мајами хит vs. Лос Анђелес клиперси                |
| 2013                                     | 15. октобар                              | НБА турнеја по свету: Голден Стејт вориорси vs. Лос Анђелес лејкерси     |
| 2014                                     | 15. октобар                              | НБА турнеја по свету: Бруклин нетси vs. Сакраменто кингси                |
| 2014                                     | 25. новембар                             | М-1 Челенџ: 53 – Битка у небеском царству                                |
| 2017                                     | 23. септембар                            | НХЛ Кина: Лос Анђелес кингси vs. Ванкувер канакси                        |
| 2019                                     | —                                        | Светско првенство у кошарци 2019: Неколико утакмица, укључујући и финале |
| 2022                                     | —                                        | Зимске олимпијске игре: Хокеј на леду — жене                             |

## Забава
Кадилак арена је највеће место за забаву у Пекингу, многи међународни, регионални и локални уметници су извели свој наступ на месту које обухвата широк спектар музичких жанрова. Међународни уметници су наглашавали светло плавом бојом на столу, а укључени су и забавни догађаји без концерта.

## Бејзбол терен
Бејзбол терен Вуксонг (поједностављени кин.: трад. кин.: 五棵松 ин 場; пинјин Wǔkēsōng Bàngqiúchǎng) био је бејзболски стадион који се налази поред затвореног Вуксонг стадиона у Вуксонг културном и спортском центру у Пекингу, Кина. То је био један од девет привремених места на Летњим олимпијским играма 2008, где су се одржавали бејзбол догађаји. 
Бејзбол терен је имао укупну површину од 12.000 квадратних метара и капацитет од 15.000. Обухватао је два поља за такмичење и једно поље за обуку.
У марту 2008, на стадиону су одржане две утакмице између Лос Ангелес доџерса и Сан Дијего падерса, обележавајући да су први пут страни тимови играли у Кини.
У догледној будућности требало је да буде одиграна финална олимпијска утакмица у бејзболу, како Међународни олимпијски комитет бејзбол за Олимпијаду у Лондону 2012. и Олимпијаду у Рио де Жанеиру није уврстио у корист голфа и рагбија. Након завршетка Олимпијских игара, објекти су срушени по плану, за шопинг центар. 